# Maison de Namur
La maison de Namur est une famille de la noblesse lotharingienne issue de Bérenger, comte de Lommegau, qui devint par la suite comte de Namur quand le comté de Lommegau fut rebaptisé comté de Namur. Il épousa une sœur de Gislebert, duc de Lotharingie.
La Vita Gerardi abbatis Broniensis précise que les descendants de Bérenger continuèrent à tenir le comté de Namur, mais le lien de parenté entre Bérenger et son successeur Robert Ier n'est pas connu. Certains pensent que Robert est un petit-fils de Bérenger par sa mère, d'autres parlent d'un neveu.
La maison de Namur s'éteignit en 1196 avec Henri l'Aveugle, comte de Namur, de La Roche, de Durbuy et de Luxembourg. Sa fille Ermesinde hérita des comtés de la Roche, de Durbuy et de Luxembourg, tandis qu'un neveu Baudouin de Hainaut hérita de Namur.

## Généalogie
```
Bérenger
, comte de Namur en 908 et 924
X Ne, fille de 
Régnier au long col
, comte de Hainaut
?
?
?

Robert 
I
er
, comte de Namur en 946 et 974
│
├─> 
Albert 
I
er
 († 1010), comte de Namur
│   X Ermengarde de Basse-Lotharingie
│   │
│   ├─> 
Robert II
, comte de Namur en 1011 et 1018
│   │
│   ├─> 
Albert II
 († 1063), comte de Namur
│   │   X Régelinde de Verdun
│   │   │
│   │   ├─> 
Albert III
 († v.1103), comte de Namur
│   │   │   X 
Ida de Saxe
 († 1102)
│   │   │   │
│   │   │   ├─> 
Godefroi 
I
er
 (1068 † 1139), comte de Namur
│   │   │   │   X 1) Sibylle de Château-Porcien 
│   │   │   │   X 2) Ermesinde de Luxembourg
│   │   │   │   │
│   │   │   │   ├1> Elisabeth
│   │   │   │   │   X 
Gervais
 († 1124), 
comte de Rethel

│   │   │   │   │
│   │   │   │   ├1> Flandrine
│   │   │   │   │   X Hugues d'Epinoy ou d'Antoing
│   │   │   │   │
│   │   │   │   ├2> Alix (1109 † 1168)
│   │   │   │   │   X 1130 
Baudouin IV
 (1110 † 1171), 
comte de Hainaut

│   │   │   │   │
│   │   │   │   ├2> Clémence (v. 1112 † 1158)
│   │   │   │   │   X 1130 à Conrad 
I
er
 († 1158) duc de Zaehringen
│   │   │   │   │
│   │   │   │   ├2> 
Henri l'Aveugle
(1113 † 1196), comte de Namur et de Luxembourg
│   │   │   │   │   X 1) Laurette d'Alsace († 1175)
│   │   │   │   │   X 2) Agnès de Gueldre
│   │   │   │   │   │
│   │   │   │   │   └2> 
Ermesinde Ire
 (1186 † 1247), comtesse de Luxembourg
│   │   │   │   │       X 1) 
Thiébaut 
I
er
 (1158 † 1214), 
comte de Bar

│   │   │   │   │       X 2) 
Waléran III
 (1180 † 1226), 
comte de Limbourg

│   │   │   │   │
│   │   │   │   ├2> Béatrice (v. 1115 † 1160)
│   │   │   │   │   X 
Ithier
 († 1171), comte de Rethel
│   │   │   │   │
│   │   │   │   └2> Albert († 1127)
│   │   │   │
│   │   │   ├─> Henri (1070 † 1138), comte de La Roche
│   │   │   │   X Mathilde de Limbourg (1095 † 1141)
│   │   │   │   │
│   │   │   │   ├─> Godefroid, comte de La Roche
│   │   │   │   │
│   │   │   │   ├─> Henri II († 1153), comte de La Roche
│   │   │   │   │   X Elisabeth 
│   │   │   │   │
│   │   │   │   ├─> Frederick de Namur († 1174), archevêque de Tyr en 1164
│   │   │   │   │
│   │   │   │   ├─> Mathilde 
│   │   │   │   │   X 1) Thierry I
er
 de Walcourt († 1147)
│   │   │   │   │   X 2) Nicolas d'Avesnes († 1170)
│   │   │   │   │
│   │   │   │   └─> Beatrix de Namur
│   │   │   │       X Gerhard van Breda
│   │   │   │
│   │   │   ├─> 
Frédéric
 († 1121), évêque de Liège de 1119 à 1121
│   │   │   │
│   │   │   ├─> 
Albert
 († 1122), 
comte de Jaffa

│   │   │   │   X Mabille de Roucy, comtesse de Jaffa
│   │   │   │
│   │   │   └─> Alix (1068 † ap.1124)
│   │   │       X 1083 
Otton II
 (1065 † av.1131), 
comte de Chiny

│   │   │
│   │   ├─> Henri († 1097), comte de Durbuy
│   │   │   │
│   │   │   └─> Godfrey († 1124), comte de Durbuy
│   │   │       X Alix de Grandpré
│   │   │       │
│   │   │       ├─> Richard († 1171), 
évêque de Verdun

│   │   │       │
│   │   │       ├─> Henri II († 1147), comte de Durbuy, +ca 1147
│   │   │       │
│   │   │       └─> Alix, nonne
│   │   │
│   │   └─> Hedwige († 1080)
│   │       X 
Gérard d'Alsace
 († 1070), duc de Lorraine
│   │
│   ├─> Luitgarde
│   │
│   ├─> Oda ou Goda
│   │
│   └─> Ermengarde
│
├─> Gislebert
│   
└─> Radbod
```